# Hans Jacob Nielsen
Hans Jacob Nielsen est un boxeur danois né le 2 septembre 1899 à Næstved et mort le 6 février 1967 à Aalborg.

## Carrière
Il devient champion olympique des poids légers aux Jeux de Paris en 1924 après sa victoire en finale contre l'Argentin Alfredo Copello. Nielsen a également participé aux Jeux d'Anvers en 1920 et d'Amsterdam en 1928 mais n'a pas remporté de médaille.

## Parcours auxJeux olympiques
Jeux olympiques d'été de 1924 à Paris (poids légers) :
- Bat Zorobabel Rodríguez (Chili) aux points
- Bat Richard Savignac (France) aux points
- Bat (Norvège) aux points
- Bat Freddie Boylstein (États-Unis) aux points
- Bat Alfredo Copello (Argentine) aux points